# Сестрёнки (Полоцкий район)
Сестрёнки (бел. Сястро́нкі) — деревня в Полоцком районе Витебской области Республики Беларусь. В составе Зелёнковского сельсовета.

## География
Пролегает дорога Р24.
Ближайшие населённые пункты Зелёнка, Чернея и др.

### Гидрография
Река Чернейка.

## История
В 1906 году в Артейковичской волости Полоцкого уезда Витебской губернии, 1 двор.
В 1924—1928 годах и 1954—1968 годах центр Сестрёнковского (Сестранецкого) сельсовета.

## Население

### Численность
- 2009 год — 22 жителя

### Динамика
- 2009 год — 22 жителя (перепись населения)[2]

## Достопримечательность
- Братская могила —  Историко-культурная ценность Республики Беларусь, шифр 213Д000685.